# Alexandra Pichl
Alexandra Juliane Pichl (* 1. Oktober 1978 in Lübz, Bezirk Schwerin) ist eine deutsche Politikerin von Bündnis 90/Die Grünen. Von 2019 bis 2025 war sie Landesvorsitzende des Landesverbandes Brandenburg von Bündnis 90/Die Grünen.

## Leben

### Ausbildung und Beruf
Pichl wuchs in Kleinmachnow auf, arbeitete zunächst als PR-Beraterin (DAPR zertifiziert) und studierte anschließend Publizistik und Kommunikationswissenschaften an der Freien Universität Berlin. Nach Abschluss des Studiums arbeitete sie von 2006 bis 2018 in PR- und Marketingabteilungen bei unterschiedlichen IT-Unternehmen. 2019 war sie bei einem technischen Dienstleister der Veranstaltungsbranche in Teltow als Kommunikationsberaterin tätig und arbeitete für den Frauenpolitischen Rat Land Brandenburg e. V. als freie Mitarbeiterin. Nach ihrer Wahl zur Landesvorsitzenden von Bündnis 90/Die Grünen Brandenburg im Dezember 2019 ist sie in dieser Funktion seit 2020 hauptberuflich für den Landesverband der Partei tätig.

### Politik und Engagement
Seit Pichls 14. Lebensjahr arbeitet sie ehrenamtlich in evangelischen Kirchengemeinden als Kinder- und Jugendgruppenleiterin oder als Deutschlehrerin und Patin für Geflüchtete. Nach 20 Jahren kirchlichen Engagements kam sie über ein Frauenmentoringprogramm zu Bündnis 90/Die Grünen. Dort wurde sie 2016 Beisitzerin im Landesvorstand Brandenburg. Zudem ist sie seit 2017 Sprecherin für Frauenpolitik des Landesverbandes Brandenburg ihrer Partei. Außerdem ist sie seit 2019 Fraktionsvorsitzende ihrer Fraktion in der Gemeindevertretung von Kleinmachnow und wurde in dieser Funktion 2024 für die neue Wahlperiode von ihrer Fraktion bestätigt. Seit Juli 2024 ist Pichl außerdem Kreistagsabgeordnete des Landkreises Potsdam-Mittelmark. Mit der Wahl zur Landesvorsitzenden von Alexandra Pichl und ihrer Co-Vorsitzenden Julia Schmidt wurde 2019 die erste weibliche Doppelspitze in der Geschichte des Landesverbandes Brandenburg gewählt. Ab 2023 übte sie den Landesvorsitz gemeinsam mit Hanna Große Holtrup aus. 2025 kandidierte Pichl nicht erneut für den Landesvorsitz.
2025 kandidierte Alexandra Pichl erfolglos für das Amt der Bürgermeisterin der Gemeinde Kleinmachnow.